# Regina Coeli (Carl Brave)
Regina Coeli è un singolo del rapper italiano Carl Brave, pubblicato il 10 marzo 2020 come secondo estratto dal secondo album in studio Coraggio.

## Video musicale
Il videoclip, diretto da Lorenzo Ambrogio e Alessandro Mancini, è stato pubblicato il 20 marzo 2020 attraverso il canale YouTube del rapper. È stato girato interamente nel corso della pandemia di COVID-19 e realizzato con il contributo dei fan.

## Tracce
1. Regina Coeli – 4:08

## Classifiche
| Classifica (2020) | Posizione massima |
| ----------------- | ----------------- |
| Italia            | 30                |